# Tachyporus transversalis
Tachyporus transversalis är en skalbaggsart som beskrevs av Johann Ludwig Christian Gravenhorst 1806. Tachyporus transversalis ingår i släktet Tachyporus, och familjen kortvingar. Arten är reproducerande i Sverige.